# One Worldwide Plaza
One Worldwide Plaza é um dos arranha-céus mais altos do mundo, com 237 metros (778 ft). Edificado na cidade de Nova Iorque, Estados Unidos, foi concluído em 1989 com 50 andares.